# Río Sauce Grande
El río Sauce Grande nace a 500 m s. n. m. en el sistema serrano de Ventania en la provincia de Buenos Aires, y es el principal afluente del dique Paso de las Piedras, que constituye el reservorio de agua para consumo humano más importante en la zona de influencia. Recoge las aguas de las sierras de Curá Malal, Ventana y De Las Tunas. Nace en la Sierra de La Ventana, con un caudal importante en época de lluvias, y pasa por Villa Arcadia y por Saldungaray antes de desembocar en el espejo de agua que forma el dique de Paso de Las Piedras. Entre sus afluentes más importantes se encuentran el arroyo Sauce Grande, el Atravesado, arroyo El Toro, El Negro, Rivero, arroyo del Loro, San Diego, San Bernardo, San Teófilo, Rivera y El Zorro.

## Clima, precipitaciones y caudal

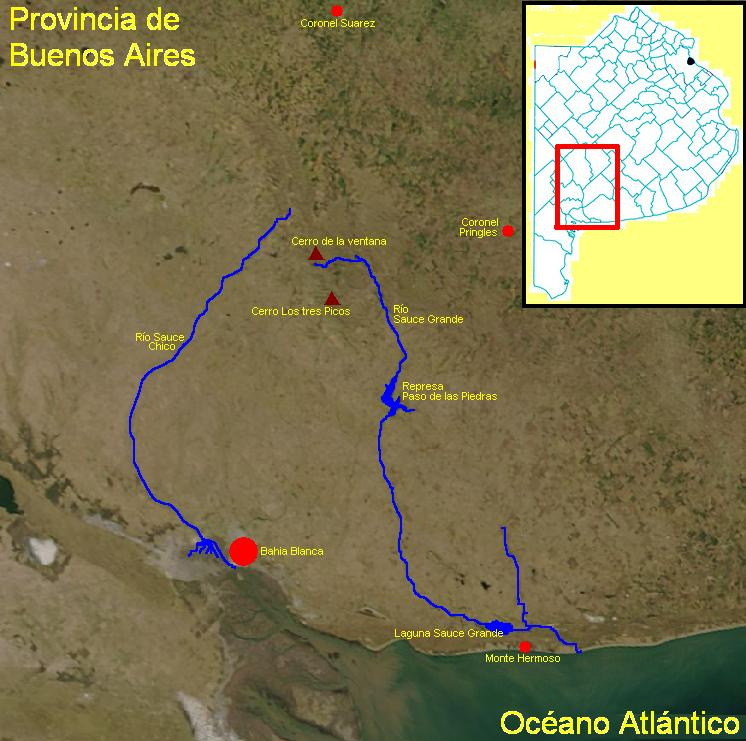
Recorrido de los ríos Sauce Chico (izquierda) y Sauce Grande (derecha) en el sudoeste de la provincia de Buenos Aires.

El clima del sistema de Ventania es templado, con una temperatura media en julio de 7 °C y de 23,5 °C en enero y con una media anual de 15 °C. Las precipitaciones anuales oscilan entre 650 y 950 mm, con un promedio anual de 763 mm. Las lluvias por lo general no son regulares a lo largo del año, sino que se concentran principalmente durante primavera y otoño y esto hace que el río presente variaciones muy importantes en el nivel de agua y en la velocidad de la corriente hasta su llegada al dique. En la cuenca alta, el caudal promedio es de aproximadamente 2,21 m³/s, aunque en verano suele descender hasta los escasos 1,21 m³/s y el mayor caudal se produce en otoño y llega a unos 3,20 m³/s. Las precipitaciones en la cuenca alta decrecen en dirección norte-sur y en los últimos 20 años los promedios anuales más elevados se registraron en la naciente del río en las sierras y llegaron a los 895 mm y los más bajos, de solo 660 mm se registraron en el dique Paso de las Piedras, con valores promedios de solo 735 mm en la parte central de la cuenca alta.

## Toponimia
Los querandíes (pueblo originario de la región) llamaban a este curso de agua "Hueyque Leufú", lo cual se traduciría literalmente como "Río Sauce", debido a la alta presencia de este árbol en sus riberas.
Se le agrega el adjetivo "Grande" para diferenciarlo de otros dos arroyos de la región con el mismo nombre, como lo son el Sauce Chico y el Sauce Corto. Este, al ser el más caudaloso, se quedó con el calificativo de "Grande".

## Nacimiento
El río nace en el segundo cerro más alto de la provincia, el Destierro Primero. Sus vertientes son los arroyos Destierro Primero, de los Remansos, del Manantial, Horqueta del Sauce Grande y Juncal.

## Afluentes
Ordenados según su recorrido, sus afluentes son:
- Arroyo Atravesado
- Arroyo del Loro / del Oro (recibe aportes de los arroyos Las Piedras, Belisario, del Negro, de los Helechos y Perdido)
- Arroyo Naranjo
- Arroyo Rivero
- Arroyo Negro (recibe aportes de los arroyos Toro Negro y Piedra Azul)
- Arroyo San Bernardo (recibe aportes del arroyo San Diego)
- Arroyo San Teófilo (recibe aportes del arroyo Bordew)
- Arroyo Rivera
- Arroyo El Toro
- Arroyo El Zorro
- Arroyo El Divisorio
- Arroyo de los Leones
- Arroyo de las Mostazas (recibe aportes del arroyo Cortaderas)

## Espejos de agua
Hay dos grandes cuerpos de agua generados por el río Sauce Grande, el primero de ellos es de carácter artificial (embalse Paso de las Piedras), mientras que el segundo es natural (laguna Sauce Grande).

## Localidades
El río Sauce Grande pasa por las localidades de Sierra de la Ventana, Villa La Arcadia, Saldungaray, Estomba, Coronel Falcón, Paso Mayor, Monte Hermoso y Sauce Grande. 

## División política
El río Sauce Grande sirve como límite natural para los partidos de Tornquist, Coronel Suárez, Coronel Pringles, Bahía Blanca, Coronel Dorrego, Coronel Rosales y Monte Hermoso.

## Cuenca superior
La llamada cuenca alta tiene su naciente en la porción sur del sistema serrano de Ventania que se encuentra ubicado al sudeste de la Provincia de Buenos Aires e interrumpe la llanura pampeana en dirección noroeste - sudeste. Este sistema forma una pequeña cordillera  de 180 km de largo y un ancho máximo de 60 km y su pico más alto es el cerro Tres Picos de 1247 m s. n. m. Por otro lado la cuenca alta termina cuando el Sauce Grande llega al dique Paso de las Piedras y en total la cuenca alta abarca una superficie de 1.490 km².
La mayor parte del dominio edáfico de la cuenca del río Sauce Grande está cubierta por una capa loéssica de unos 40 a 80 cm de espesor, depositada sobre un sustrato de tosca, y comprende tres secciones claramente diferenciadas, la denominada cuenca alta, que tiene aproximadamente 149.000 ha y que se extiende desde su naciente en el cordón serrano hasta el dique Paso de las Piedras, la cuenca central o media, es la que comprende el recorrido desde la salida del embalse hasta la laguna Sauce Grande, su recorrido va en dirección sur y divide al partido de Coronel Dorrego con el partido de Coronel Rosales y desemboca en la laguna Sauce Grande a 5 km de la costa atlántica en el partido de Monte Hermoso, finalmente la pequeña cuenca de desembocadura de solo unos 25 km de longitud pasa por detrás de la ciudad balnearia de Monte Hermoso y desemboca en el Océano Atlántico unos 17 km al este.
La cuenca alta del río Sauce Grande abarca parte de los partidos de Tornquist, Coronel Pringles y Coronel Suárez, y a su vez se divide en tres dominios edáficos distintos donde se destacan subgrupos de suelos que poseen las siguientes características:
- Área 1 (15,4 %) Asociación de Hapludol típico ubicado en el fondo del valle y Haplustol éntico en las laderas. Las limitaciones son: escasa profundidad en las posiciones altas y erosión hídrica en las pendientes.
- Área 2 (51,3 %) Asociación de Argiustol típico que ocupa la mayor parte de las pendientes, Argiudol ácuico en los planos deprimidos y cubetas y Natracual típico que se desarrolla en zonas con anegamientos esporádicos. Muchos de estos suelos están limitados en profundidad y son susceptibles a la erosión hídrica.
- Área 3 (33,3 %) Rocas plegadas del Sistema de Ventania con cuestas empinadas. Roca muy superficial y pendientes de alto grado. Los suelos son una asociación de Hapludol lítico, franco fino, principalmente en las pendientes y de Hapludol típico, somero, de buena aptitud agrícola, en los valles.[3]

## Curso inferior
Desagua en la laguna Sauce Grande a 8 m s. n. m. antes de llegar al océano Atlántico cerca de la localidad de Monte Hermoso. Esta laguna está separada del mar por un cordón medanoso. Es un cuerpo de agua originado por deflación sobre un cauce fluvial preexistente que recibe el aporte del río Sauce Grande y descarga sus aguas al mismo poco antes de su desembocadura en el mar. Se encuentra ubicada en el partido de Monte Hermoso a pocos kilómetros de RN3, a 100 km de Bahía Blanca, y a 5 km de la ciudad de Monte Hermoso. Su cubeta original es de unas 5.000 ha y tiene una profundidad media de 1,60 m con una máxima de algo más de 4 m. Sus aguas son verdosas cristalinas y es una propiedad fiscal habilitada para la pesca deportiva.

## Ecología
En su recorrido superior se pescan percas y truchas arcoíris, lo cual es una excepción en la provincia de Buenos Aires. La captura documentada de la trucha arcoíris más grande fue en noviembre de 1999 y pesó 2,400 kg y fue pescada en el dique del arroyo El Negro, uno de los afluentes del río Sauce Grande, detrás de la estación de piscicultura en Sierra de la Ventana. Por otra parte lo normal son las capturas de animales de 800 g, cuando el clima, la temporada y el caudal de agua lo permiten. La laguna Sauce Grande es un gran ensanchamiento del río que termina en un umbral natural de cierre, lo que le permite mantener cierto nivel de agua, una constante renovación del agua y de la genética de los pejerreyes que bajan desde el lago del Dique Paso de las Piedras y cuyo cauce corre por su ribera Noroeste.

### Fauna
Las aves son abundantes, con predominio de las especies herbívoras como las gallaretas y los cisnes de cuello negro. En años recientes se ha detectado una importante colonia de nidificación de garcitas bueyeras.
La ictiofauna del Sauce Grande corresponde a la provincia ictiogeográfica Parano-Platense del dominio Paranense, con dominancia del pejerrey acompañado por otras siete especies. También presenta una biomasa importante el pequeño camarón Palemonethes argentinus. Entre las especies observadas de la ictiofauna del Sauce Grande se encuentran Bryconamericus iheringi, Cnesterodon decemmaculatus, Jenynsia multidentata, Cheirodon interruptus, Rhamdia quelen, Corydoras paleatus, Oligosarcus jenynsii y unos pocos ejemplares de Odontesthes bonariensis y de Percichthys colhuapiensis.

### Flora
Por lo general sus orillas se encuentran rodeadas de manchones de juncos. Las algas predominantes son Baetis inops y las algas clorofíceas y filamentosas Spirogyra sp., Zygnema sp. y rara vez Oscillatoria sp.. En el curso inferior del río y en la laguna de la costa la vegetación acuática ocupa una angosta franja costera y la mayor parte de la desembocadura del río Sauce Grande, cubriendo 9.5 km². La comunidad dominante está formada por juncales de Scirpus californicus y los "totorales" conformados principalmente por Typha dominguensis.

## Contaminación
La cuenca del río Sauce Grande principalmente es contaminada por la actividad agrícola y hay varios estudios y proyectos de investigación multidisciplinaria por parte de la Universidad Nacional del Sur entre otras instituciones privadas y nacionales. Se supone que la intensificación de la agricultura, que se ha registrado en diversas regiones de Argentina estaría provocando la degradación y contaminación de los suelos. Cuando este fenómeno ocurre en suelos con pendientes marcadas, como los de la cuenca alta del río Sauce Grande es muy probable que se produzca un arrastre de contaminantes físicos y químicos hacia el río. Debido al creciente deterioro de la calidad del agua del embalse Paso de las Piedras, y probablemente como consecuencia del incremento de actividades antrópicas en el sistema, se está realizando desde fines de 1999 un estudio integral de varios parámetros bióticos como su vegetación, perifitón e ictiofauna y de los parámetros abióticos de su caudal, turbiedad y demanda química de oxígeno con la finalidad de establecer el estatus ecológico del río y de sus afluentes.
Por otro lado el gobierno de la provincia de Buenos Aires conformó en el año 2002 el "Comité de cuenca del río Sauce Grande", cuya función principal es la de diseñar e implementar un plan de manejo y uso racional de los recursos hídricos del río Sauce Grande y  el río Sauce Chico que desemboca en las inmediaciones de Bahía Blanca, y consensuar un protocolo de extracción de agua de ambos cursos de agua, a los efectos de evitar una explotación nociva de las cuencas en épocas de sequía extrema. El "Comité de la Cuenca del Río Sauce Grande" está conformado por los partidos de Tornquist, Coronel Suárez, Coronel Pringles, Coronel Dorrego, Monte Hermoso, Bahía Blanca y Coronel Rosales y uno de los problemas más importantes que vigila el "Ministerio de Producción y Medio Ambiente de Tornquist" es la extracción desmedida de agua en la parte alta y media de la cuenca del río Sauce Grande, que ha afectado básicamente a los productores hortícolas de Bahía Blanca y a un sector del partido de Villarino, ya que en los últimos años el gran problema que hoy atraviesa esta cuenca, sin dudas, es la sequía.
La eutrofización de las aguas del embalse, posiblemente relacionada con las actividades agropecuarias y urbanísticas aguas arriba del mismo, ha puesto de manifiesto la falta de estudios básicos en la cuenca que permitan conocer el funcionamiento de la misma. Pero sí se sabe que se trata de una zona predominantemente agrícola ganadera, existiendo además tres pequeños asentamientos urbanos, donde el actual nivel de eutrofización de las aguas del sistema es atribuido a un aumento del uso de fertilizantes, a la erosión hídrica por sobre pastoreo, al mayor laboreo del suelo y al incremento poblacional.

## Usos y aprovechamiento económico
El uso prioritario del río Sauce Grande es el de abastecer de agua potable a las poblaciones lindantes. Para tal fin a comienzos de la década de 1970 se construyó el dique Paso de las Piedras, y constituye en la actualidad la principal fuente de abastecimiento de agua potable para las ciudades de Bahía Blanca y Punta Alta y el polo industrial cercano, con una capacidad de abastecimiento para una población de aproximadamente 500.000 habitantes.
Además en la zona del dique Las Piedras y la laguna Sauce Grande hay una importante actividad de pesca deportiva y otros deportes náuticos.